# Hakenwurmimpfstoff

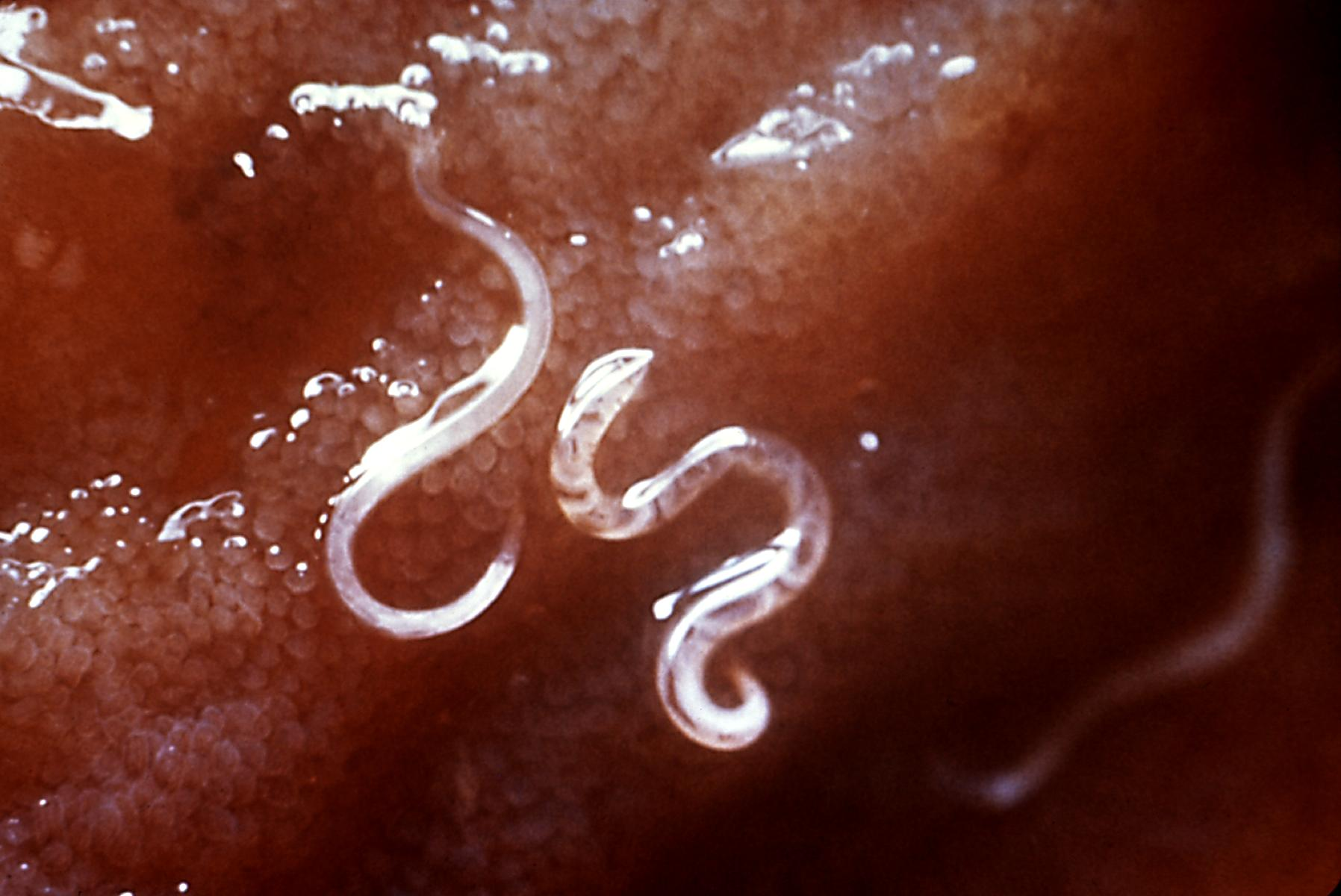
Hakenwürmer der Art Ancylostoma caninum

Ein Hakenwurmimpfstoff ist ein Impfstoff gegen Hakenwürmer.

## Eigenschaften
Die humanpathogenen Erreger aus der Gattung Ancylostomatidae sind Necator americanus und Ancylostoma duodenale. Beide können sicher und wirksam mit Mebendazol oder Albendazol behandelt werden, die Wirksamkeit endet jedoch mit der Behandlung und schützt nicht vor einem erneuten Befall. Im Zuge der Impfstoffentwicklung werden als Antigene die Proteine Na-ASP-2 (Ancylostoma Secreted Protein-2) und Na-GST-1 aus N. americanus sowie Ac-APR-1 (eine Hämoglobinase aus der Gruppe der Aspartatproteasen) aus Ancylostoma caninum untersucht. In den 1970er Jahren wurde ein Hakenwurmimpfstoff für Hunde entwickelt.